# Headline News
Headline News je sedmé a poslední studiové album britské rockové skupiny Atomic Rooster. Album poprvé vyšlo v roce 1983 u Towerbell Records. Album vyšlo několikrát i na CD. Poprvé v roce 1994 u Voiceprint Records, podruhé v roce 1997 u Blueprint v a potřetí v roce 2002 u Eagle Records. Na albu se také podílel David Gilmour, který v té době byl členem skupiny Pink Floyd.

## Seznam skladeb
| Strana 1 | Strana 1        | Strana 1     | Strana 1 |
| Pořadí   | Název           | Autor        | Délka    |
| -------- | --------------- | ------------ | -------- |
| 1.       | Hold Your Fire  | Crane        | 4:51     |
| 2.       | Headline News   | Crane        | 5:16     |
| 3.       | Taking a Chance | Crane        | 3:08     |
| 4.       | Metal Minds     | Crane, Crane | 4:27     |
| 5.       | Land of Freedom | Crane        | 3:47     |

| Strana 2 | Strana 2       | Strana 2     | Strana 2 |
| Pořadí   | Název          | Autor        | Délka    |
| -------- | -------------- | ------------ | -------- |
| 1.       | Machine        | Crane        | 5:26     |
| 2.       | Dance of Death | Crane        | 4:29     |
| 3.       | Carnival       | Crane        | 4:34     |
| 4.       | Time           | Crane, Crane | 6:30     |

| Bonusy na CD | Bonusy na CD            | Bonusy na CD | Bonusy na CD |
| Pořadí       | Název                   | Autor        | Délka        |
| ------------ | ----------------------- | ------------ | ------------ |
| 10.          | Future Shock            | Mizarolli    | 4:23         |
| 11.          | Watch Out!/Reaching Out | Crane, rane  | 5:09         |

## Sestava
- Vincent Crane – Hammondovy varhany, piáno, Prophet 5, minimoog, clavinet, perkuse, baskytara, zpěv
- Paul Hammond – bicí, perkuse
- Bernie Tormé – kytara
- David Gilmour – kytara
- John Mizarolli – kytara
- Jon Field – perkuse
- Jean Crane – doprovodný zpěv
- Tareena Crane – doprovodný zpěv